# Langerin

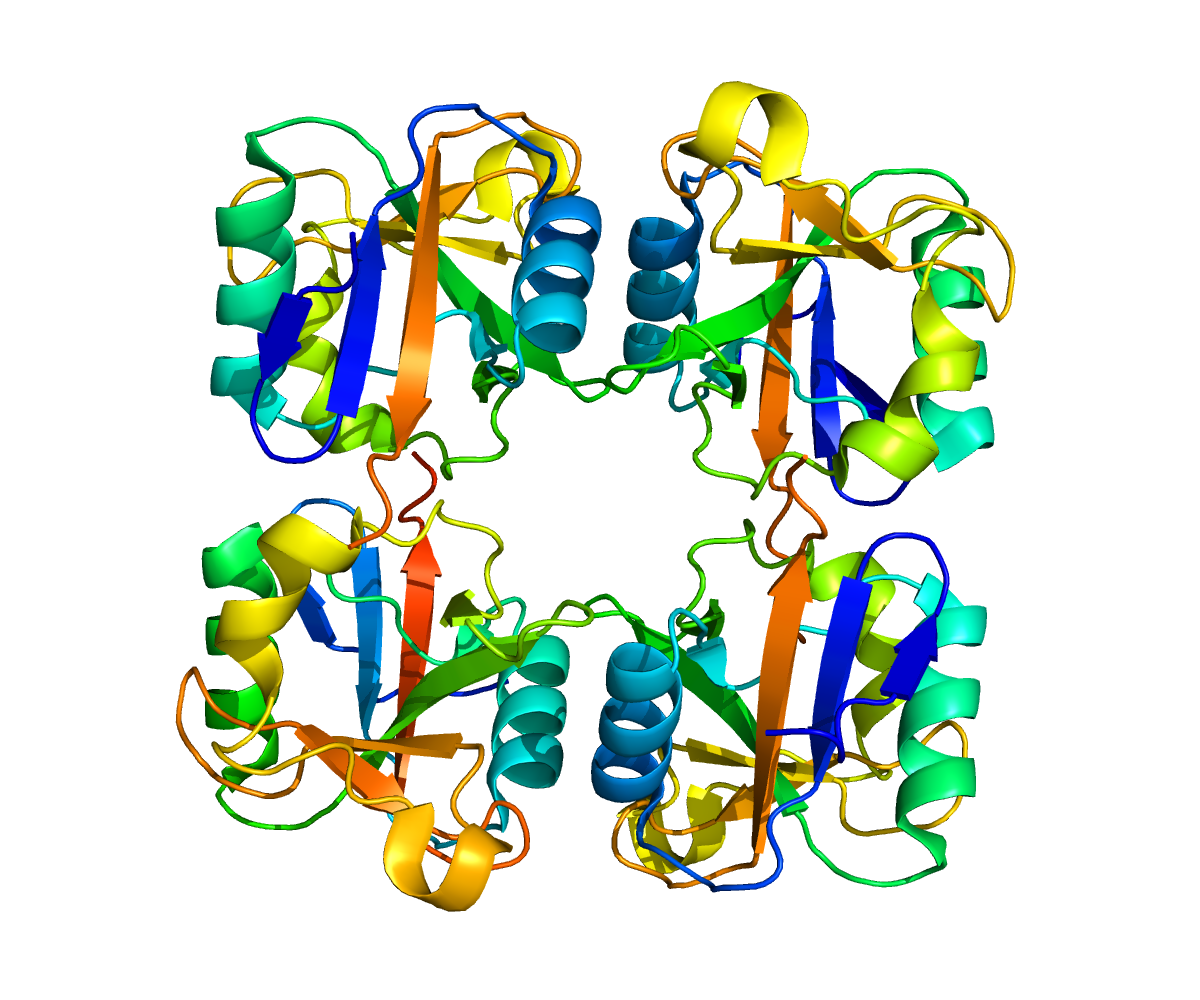
Struktura langerinu

Langerin (CD207) je transmembránový protein II. typu (Bílkovina), který je u lidí kódován CD207 genem. Poprvé jej popsali vědci Sem Saeland a Jenny Valladeau jako hlavní složku Birbeckových granulí. Langerin je lektinový receptor C-typu na Langerhansových buňkách (LC) a u myší také na dermálních a intersticiálních CD103+ dendritických buňkách (DC) a na rezidentních CD8+ DC v lymfatických uzlinách.

## Struktura
Langerin se skládá z relativně krátké intracelulární domény a z extracelulární domény, která se skládá z krčku a domény vázající sacharidy (CRD). Intracelulární část obsahuje prolin-bohatou doménu (PRD). Krček je tvořen alfa-helixy a prostřednictvím coiled-coil interakcí zprostředkovává tvorbu homotrimérů langerinu. Tvorba homotrimérů zvyšuje aviditu a specifitu antigenu.
CRD langerinu připomíná CRD jiných lektinů C-typu. Obsahuje EPN motiv, tedy úsek bohatý na aminokyseliny kyselinu glutamovou, prolin a asparagin. CRD je 2 antiparalelními beta-listy rozdělen na dva laloky. Horní lalok tvoří primární Ca2+ dependentní vazebné místo sacharidů. Na rozdíl od jiných lektinů, jako DC-SIGN / DC-SIGNR nebo MBP, má langerin pro Ca2+ pouze jedno vazebné místo. Na horním laloku byly dále krystalizací odhaleny 2 další vazebná místa, která však nejsou závislá na Ca2+ a jejich vztah k primárnímu vazebnému místu ještě není zcela pochopen. Všechna vazebná místa jsou ohraničena kladně nabitými aminokyselinami (K299 a K313), které odlišují CRD doménu langerinu od té na DC-SIGN a které umožňují vazbu kladně nabitých sulfatovaných sacharidů.

## Funkce
Langerin je exprimovaný v LC {Langerhansova buňka), které se nacházejí v epidermis a ve vaginální a ústní sliznici. LC jsou imunitní buňky, které jsou vývojově blízké makrofágům, ale funkčně se podobají konvenčním DC (cDC). Langerin rozpoznává a váže sacharidy jako manózu, fukózu a N-acetylglukosamin, díky čemuž mohou LC reagovat proti patogenům jako HIV-1, Mycobacterium leprae a Candida albicans. Osud patogenů po vazbě na langerin není dosud zcela znám, předpokládá se však, že dochází k internalizaci antigenu do cytoplazmatických organel zvaných Birbeckovy granule, kde dochází k degradaci a ke zpracování antigenu pro prezentaci T-lymfocytům. Langerin např. váže lipoarabinomanany mykobakterií a v Birbeckových granulí se podílí na vazbě antigenu na CD1a. U myší se largerin podílí na navázání antigenu na MHC glykoproteiny II. třídy i na navázání na MHC glykoproteiny I. třídy při zkřížené prezentaci.
Pro formaci Birbeckových granulí se zdá být důležitá intracelulární Src homologní doména langerinu. Birbeckovy granule obsahují Rab11a, které se mohou podílet na recyklaci langerinu.
Langerin má podobnou funkci a strukturu jako DC-SIGN (CD209) na povrchu DC. Oba tyto receptory vážou na svou CRD doménu podobné antigeny, např. Mycobacterium tuberculosis nebo HIV-1. Zatímco po vazbě na langerin ale dojde k zneškodnění viru HIV-1, po vazbě na DC-SIGN dojde k infekci.

## Klinický význam
LC prostřednictvím langerinu v lidské vaginální sliznici vážou silně glykosylovaný glykoprotein gp120 v obalu HIV-1. Následně dochází k internalizaci viru do Birbeckovy granule, k jeho degradaci a zpracování k prezentaci. Langerin má tedy antivirovou aktivitu a chrání před infekcí HIV-1 – k infekci může dojít, pokud je langerin defektní, pokud jsou vysoké titry viru nebo pokud jde o koinfekci.
Langerin váže také manózu na vnější buněčné stěně hub a beta-glukany v buněčných záhybech. Tím se mohou LC bránit proti houbám jako Candida, Saccharomyces a Malassezia furfur. Dále rozpoznává Gal-6-sulfátovaný laktosamin glioblastomu. LC v plicním epitelu prostřednictvím langerinu vážou virus spalniček, který následně degradují a prezentují CD4+ T-lymfocytům.

## Polymorfismus
Záměna jedné nukleové báze (SNP) v genu pro langerin může ovlivnit stabilitu či afinitu langerinu k některým sacharidům. Nejčastějším polymorfismem je záměna alaninu na 278. pozici za valin (rs741326). Alelická frekvence tohoto polymorfismu je až 48 %, pravděpodobně však nemá na stabilitu ani afinitu langerinu žádný vliv. Substituce asparaginu za kyselinu asparagovou na 288. pozici vede k desetinásobnému snížení afinity langerinu k manóze-BSA. Substituce tryptofanu argininem na 264. pozici vede ke ztrátě Birbeckových granulí.